# Cecylia Niewiadomska

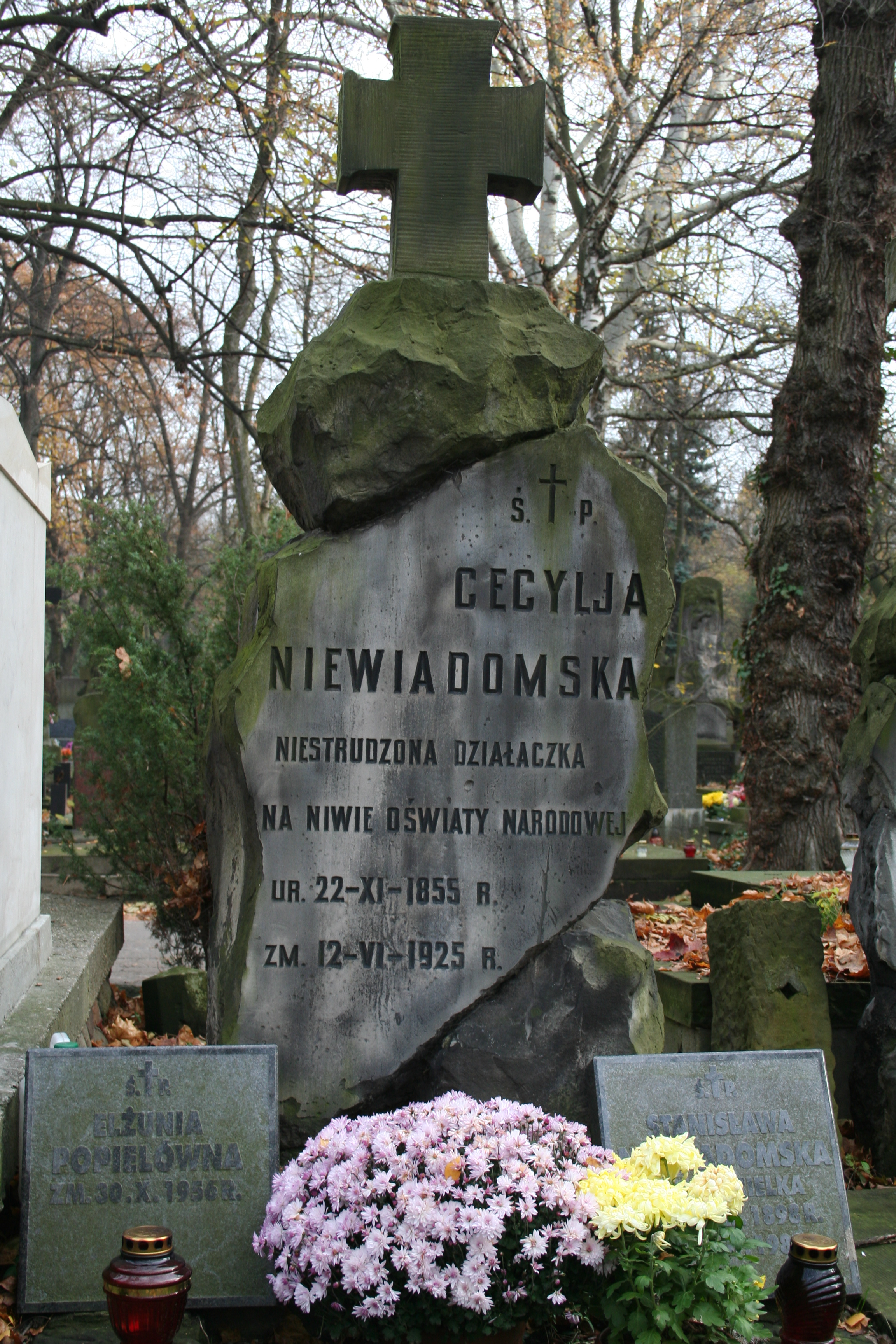
Grób Cecylii Niewiadomskiej na warszawskim cmentarzu Powązkowskim

Cecylia Niewiadomska (ur. 22 listopada 1855 w Warszawie, zm. 12 czerwca 1925 tamże) – polska nauczycielka, tłumaczka, pisarka, autorka podręczników oraz działaczka oświatowa. Znana jest głównie jako tłumaczka Baśni Hansa Christiana Andersena.
Siostra Eligiusza Niewiadomskiego, ciotka Stanisława Niewiadomskiego.
Była członkinią Ligi Narodowej. Była członkinią Towarzystwa Oświaty Narodowej, związaną z okręgiem warszawskim i z wydzielonymi w nim rejonami.
Cecylia Niewiadomska spoczywa na cmentarzu Powązkowskim w Warszawie (kw. 235–II–3).

## Twórczość (wybór)
- O czem Zosia nie wiedziała, 1897
- Odrodzona, 1896 (powieść)
- Stracona, 1897 (powieść)[4]
- Bardzo dawno; Królestwo skał: bajeczki, 1908
- Bez przewodnika, 1908
- Dotrzymuj słowa; Koledzy; Samolub, 1908
- Elementarz: nauka czytania i pisania z obrazkami i wzorkami pisma, 1905[5]
- Legendy, podania i obrazki historyczne, 1918
- Dzieje Polski w obrazkach, legendach, podaniach, 1916[6]
- Czytanki dla szkół początkowych: rok trzeci
- Czytanki dla szkół powszechnych: rok czwarty, oddział piąty
- Kobieta w Polsce[7]
- Lat temu dziewięćset
- Królowa Jadwiga
- Materjał do pogadanek etycznych w ochronach i szkołach początkowych ułożony systematycznie[8]
- Nasi pisarze: ich życie i dzieła: krótki zarys piśmiennictwa polskiego XIX w.
- Nowa gwiazdka: zbiór powiastek i wierszyków dla dzieci od lat 7-10
- Pierwszy rok gramatyki: klasa wstępna[9]
- Słoneczny światek: powiastki dla dzieci od lat 7 do 10
- W dolinie łez: powieść współczesna (powieść)
- W kółku rodzinnem
- Za późno!